# Rafale
A Rafale negyedik generációs, szuperszonikus vadászbombázó repülőgép, melyet Franciaországban gyártanak. A Francia Haditengerészetnél az F–8 Crusader elfogóvadászokat és a Super Étendard vadászbombázókat, a Francia Légierőnél pedig a Mirage 2000-eseket, a Jaguarokat és a Mirage F1-eseket fogja leváltani. A haditengerészet első Rafale-százada, a 12F 2004. június 25-én, míg a légierő első százada 2006 júniusában lett hadrafogható.
A repülőgéptípussal intenzív marketingtevékenységet folytatott a gyártó, de a 2010-es évek közepéig külföldi megrendelés nem érkezett rá. A 2010-es évek végétől kezdődően azonban jelentős nemzetközi sikereket értek el, elsősorban a korosodó Mirage 2000 típust üzemeltetők körében, másrészt a versenytársakkal szembeni rugalmasabb fegyverrendszerének köszönhetően.

## Története
Franciaország mindig saját iparára támaszkodva igyekezett kielégíteni hadseregének igényeit, de a magas költségek miatt a Rafale az utolsó önállóan kifejlesztett francia harci repülőgép. A Rafale (Széllökés) tervezése a hetvenes évek végéig nyúlik vissza. A Dassault-Brequet Aviation mérnökei a tervezésnél igyekeztek a legújabb eredményeket alkalmazni. Az új szerkezeti anyagok, fedélzeti berendezések és rendszerek kipróbálására két, úgynevezett technikai demonstrátort építettek ACX jelzéssel, melyek nagyon hasonlítottak a későbbi prototípusra. A prototípus először 1986. július 4-én emelkedett a magasba. A fejlesztésnél prioritást élvezett az észlelhetőség csökkentése, a kiváló manőverezőképesség, a nagy hatósugár és a hajóról történő üzemeltethetőség.
A Rafale-t egyelőre csak a francia légierő rendelte meg. A megrendelés 95 kétüléses B, 139 együléses C és 60 együléses M haditengerészeti változatra szól.

## Szerkezeti felépítés és tervezési sajátosságok

### Sárkány, szárny és vezérsíkok
A Rafale törzs struktúrájának 50%-a kompozit műanyag. Az oldalsó borítópanelek alumínium- lítiumötvözetből készültek. A kormányfelületek, a függőleges vezérsík, a szárnyak és az áramvonalazó idomok borítása szénszálas kevlár. Titánból készült a kacsa vezérsík, a szárnyak bordái, főtartói, bekötési pontjai és a réselt orrsegédszárny.
A radarhullám-visszaverő keresztmetszetet osztott oldalsó szívócsatornák alkalmazásával csökkentették. A gép kialakítása aerodinamikai szempontból statikusan instabil. A Rafale duplakerekes orrfutóval rendelkezik, ami ±70 fokos szögben kitéríthető. Az M változat megerősített futóművet kapott, mely berugóztatható.

### Hajtómű
A Rafale hajtóműve a SNECMA M88−2. A hajtómű modulrendszerű és teljes körű digitális elektronikus vezérléssel (FADEC) rendelkezik.

### Futómű
A Rafale B és C változata fékernyővel is rendelkezik.
A haditengerészeti M változat szárnyait sem lehet felhajtani, így a hajón történő elhelyezés megnehezül. Ez a változat hidraulikus működtetésű fékhoroggal rendelkezik.

### Belső és külső tüzelőanyag-rendszer
Az üzemanyagrendszer integrált tartályokból áll. Lehetőség van légi utántöltésre is a pilótafülke elé felszerelt fix vevőcsonk segítségével. A hatótávolság öt póttartály hordozásával tovább növelhető. Az üzemanyagrendszer robbanás elleni védelmét a fedélzeti semlegesgáz-generáló rendszer (OBIGGS) biztosítja.

## Avionika és fegyverrendszer

### Fedélzeti rádiólokátor

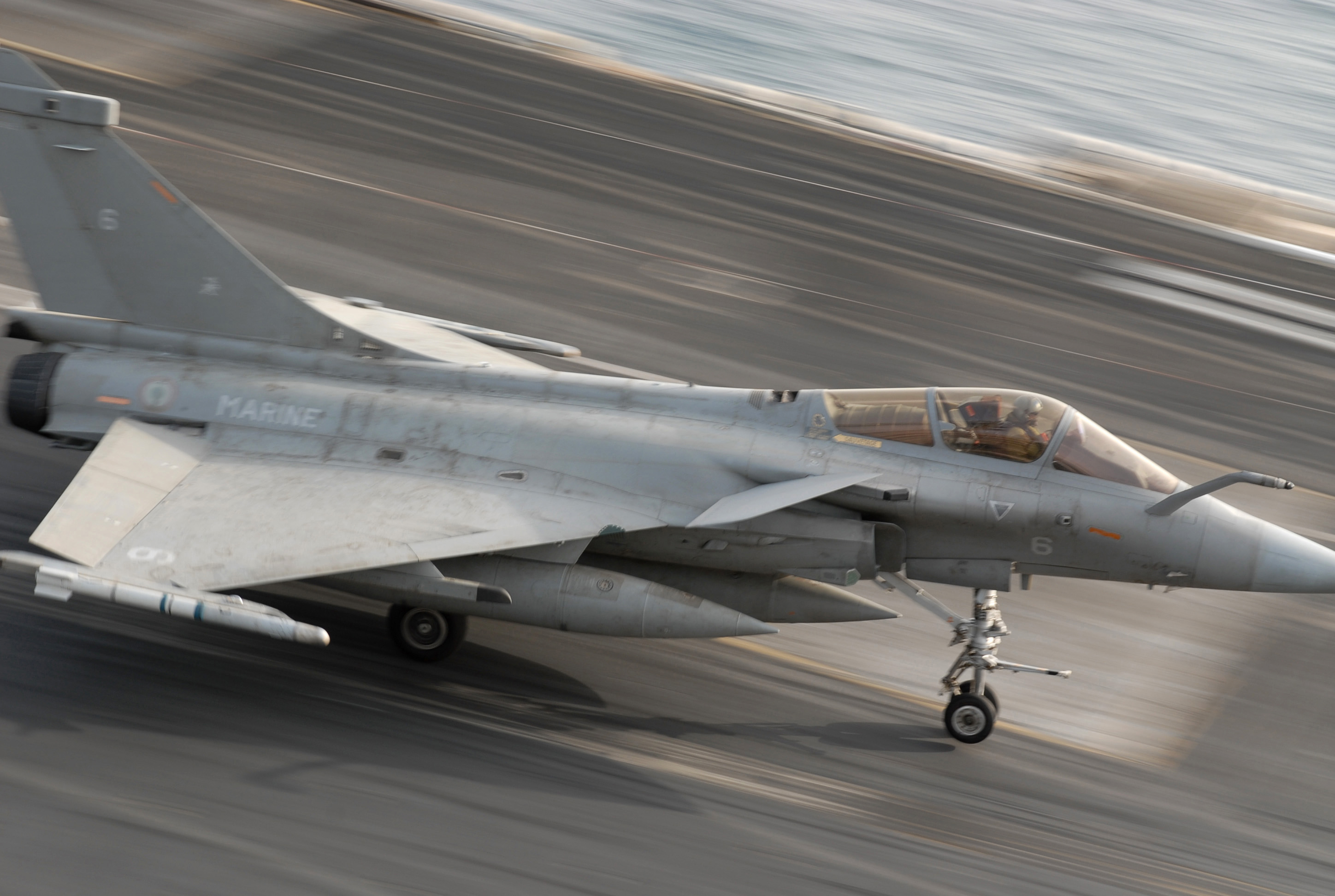
Haditengerészeti Rafale M repülőgép

A Rafale radarja a Thomson CSF által kifejlesztett RBE-2. Az egyidőben követhető célok száma meghaladja a húszat és közülük négy támadható egyszerre. A célok felderítését és azonosítását segíti még az OSF televíziós, infravörös és lézeres berendezés is. A TERPROM rendszer a digitalizált topográfiai adatbázis és a GPS segítségével lehetővé teszi a kisugárzás nélküli terepkövető mélyrepülést. A gép védelmi rendszere a Spectra kombinált radar és lézeres besugárzásjelző, rakétaindításra figyelmeztető, aktív és passzív zavarórendszer.
A Rafale kormányvezérlő-rendszere négycsatornás fly-by-wire. Lehetőség van a gépet hangvezérlő rendszeren keresztül is irányítani. A B változat hátsó kabinjában ülő operátor csak a külső függesztményként hordozott célmegjelölő konténerek vezérlőrendszerét tudja működtetni, a gép vezérlőrendszerét nem.

### Fegyverzet

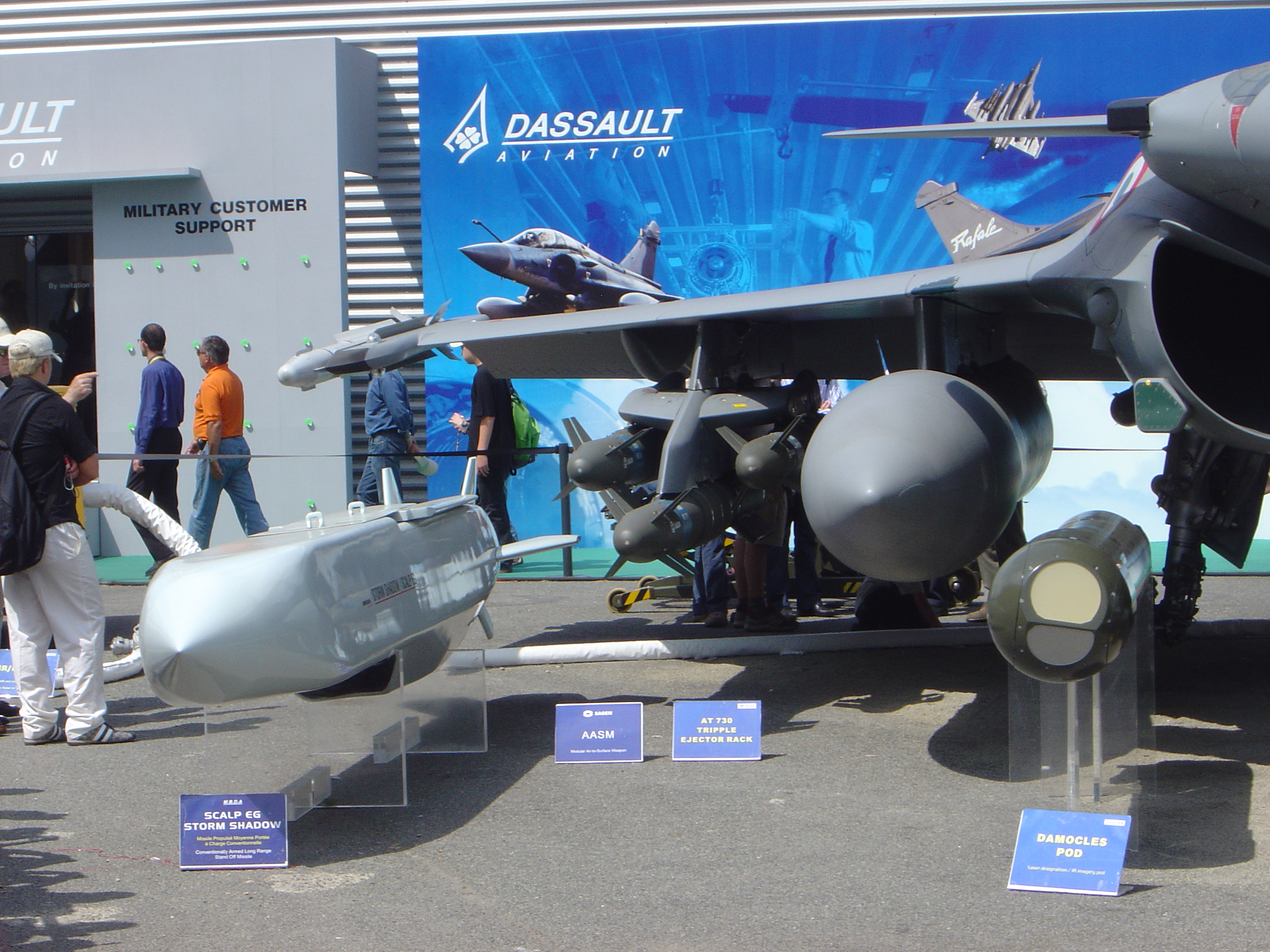
A Rafale által hordozható fegyverek a 2005-ös Párizsi Légiszalonon kiállítva. Bal oldalon a Scalp EG robotrepülőgép, a szárny alatti tripla indítósínen az AASM földi célok elleni rakéta, a levegőbeömlő nyílás alatt a Damocles célmegjelölő konténer látható

A Rafale beépített fegyverzete az egycsövű GIAT 791B típusú 30 mm-es gépágyú, melyet a bal szárnytő alá, a szívócsatorna oldalába építettek be. Lőszerjavadalmazása 150 db lőszer. Ezen kívül önvédelmi rendszerei között szerepelnek infravörös-önrávezetésű és radarvezérlésű rakétákat zavaró blokkok és besugárzásjelző berendezések is.

#### Légiharc-rakéták
A B és C változat 14, a haditengerészeti M változat pedig 13 darab fegyverfelfüggesztő csomóponttal rendelkezik. A legfontosabb fegyvere a Mica EM aktív lokátoros önirányítású légiharc-rakéta, amelyből egyidejűleg tízet hordozhat. A törővégi indítósínekre a kis hatótávolságú, infravörös önirányítású Mica IR vagy Magic rakétákat függesztik.

#### Földi célok elleni fegyverek
A földi célpontok ellen bevethető fegyverek között megtalálható az AS.30L lézervezérlésű rakéta, az Apache robotrepülőgép, Exocet hajók elleni rakéta, ASMP nukleáris töltetű szuperszonikus robotrepülőgép, a BLU–107 Durandal betonromboló bomba, a Belouga kazettás bomba és hagyományos bombák is.

## Típusváltozatok
Rafale ATechnológiai demonstrátor változat volt, amely 1986-ban szállt fel először.
Rafale B01/C01A két- (biplace) és együléses (chasseur) prototípusok jelölése volt. Mindkét változatból egyetlen egy prototípus készült, bár az együlésesből kettőt terveztek, azonban költségvetési okok miatt a C02 sosem épült meg.
Rafale DA gyártó Dassault alkalmazta ezt a jelölést (D mint discrète) az 1990-es évek elején, hogy kihangsúlyozza a sárkányszerkezet „féllopakodó” jellegét. Később azonban ezt a jelölést mellőzték (az amerikai ATF programhoz képest nem bírt jelentőséggel). Későbbiekben az exportra gyártott kétüléses változatokat jelölték ezzel a betűvel, országspecifikus kiegészítő betőkkel, a Mirage 2000 jelöléseihez hasonlóan (feltehetően a diversifie, azaz a „többcélú” szót jelöli).
Rafale M01/M02A haditengerészeti együléses prototípus-változatok jelölése volt.
Rafale NTervezett, csak rakétahordozásra átalakított kétüléses M változat a haditengerészet részére, azonban nem valósult meg.
Rafale RTervezett felderítő változat a légierő részére, azonban nem valósult meg.
A sorozatgyártás idején már a kétüléses változatok a B jelölést kapták, az együléses változatok pedig a C jelölést. Később az alváltozatok kiegészítő jelölést kaptak a gyártási sorozatoknak megfelelően (pl. Rafale B F3–R).

### Együléses altípusok
Rafale CA francia légierőnek gyártott együléses változatok.
Rafale EMEgyiptom légierejének gyártott együléses változat.
Rafale EHIndia légierejének gyártott együléses változat.
Rafale EQKatar légierejének gyártott együléses változat.

### Kétüléses altípusok
Rafale BA francia légierőnek gyártott kétüléses változatok.
Rafale DMEgyiptom légierejének gyártott kétüléses változat.
Rafale DHIndia légierejének gyártott együléses változat.
Rafale DQKatar légierejének gyártott együléses változat.

### Fejlesztési fázisok

#### Standard F3
F3–O4T
F3–R

#### Standard F4
F4.1
F4.2

## Gyártása
Ahogy a legtöbb haderő-fejlesztési programban, úgy a Rafale fejlesztése során is nagyobb mennyiség gyártását irányozták elő, mint ami idővel megvalósulhatott. A fejlesztési költségek növekedése miatt, annak időbeli elhúzódásával, a tervezett mennyiségeket folyamatosan felülbírálták és csökkentették. A kezdeti fejlesztési időszakban, 1989-ben összesen 320 darab repülőgép átadását tervzték a 2010-es évre. Ezt követően 2004-ben már csak 294 darabra lett előjegyzés (234 darab szárazföldi és 60 darab haditengerészeti változat), majd 2008-ban ez módosult 286 darabra (228 darab szárazföldi és 58 darab haditengerészeti változat). A 2013-as haderőfejlesztési szabályozás (LMP, Loi de programmation militaire 2013-2019) már csak 255 harci repülőgépről rendelkezett (a Mirage 2000-esekkel együtt), majd a 2019-2025-ös időszakot szabályozó (LMP 2019-2025) 171 darab Rafale-t konkretizált 2025-re és 225 darabot 2030-ra (melyből 40 darab tengerészeti változat).

A 286 darab – 2008-as – előjegyzési mennyiség az alábbiak szerint tevődött össze: 110 darab kétüléses Rafale B, 118 darab együléses Rafale C és 58 darab haditengerészeti együléses Rafale M.
 A 2010-es év végére azonban a valós, a francia repülőcsapatoknak szánt tényleges gyártási szerződés – 2010. november 18-áig – 180 darabra vonatkozott mindössze (63 B, 69 C és 48 M), melyekből 2017 év végére összesen 149 darab, 2018-ban pedig három darab került átadásra (összesen 152 darab 2018. december 31-éig), addig négy szállítási sorozatban („tranche”: 1.: 13 db, 2.: 48 db, 3.: 59 db, 4.: 60 db). A fennmaradó 28 darab Rafale-t – a 180 darab eléréséhez – a 2024-es év végéig tervezik leszállítani. A további 106 darab gyártási ütemezése még nem ismert, de a gyártás a 2030-as években még bizonyosan folytatódni fog. Szerződésük záradékának megfelelően, 2011-ben az állam további 11 darabot volt kénytelen kifizetni a Dassault-nak a minimális gyártósor-kapacitás fenntartása érdekében, exportmegrendelések hiányában.
Az első külföldi megrendelő 2015-ben Egyiptom lett, melyet Katar, India, Görögország és Horvátország, majd az Egyesült Arab Emírségek (első külföldi F4 megrendelőként) és Indonézia követett. Utoljára Kolumbia adott le 16 darabos megrendelést új gyártású repülőgépekre, melyeket valószínűleg a francia légierőnek szánt F3-példányokból valósít meg a gyár, gyors, 2023 év végi szállítással.
Gyártói adatok szerint a 2020-as évben nem került rendelés rögzítésre. 2021-ben 49 darabot (12-t francia, 37-et külföldi megrendelők), 2022-ben 92 darabot rendeltek (ebből 80 darab emírségi, 6 darab görög és 6 darab indonéz). A 2022-es év végére összesen 453 darab Rafale lett megrendelve, melyből 261 darab export. A 2023-as évre 42 darab francia rendelést rögzítettek (amelyből 12 – a horvát rendelés teljesítése miatt – a saját készletek pótlására, 30 pedig a tervezett Mirage 2000-flottakivonás pótlására) F4 standard szerint, a 16 darabos kolumbiai előjegyzés nélkül. Ez a 2023-as „tranche 5” rendeléscsomag 2027 és 2030 között kerül teljesítésre. A 2009-es, 60 darabos francia „tranche 4” rendeléscsomagból 2023 január elején még mindig esedékes 39 darab, melyből 12-t a görög légierő részére átadott használt gépek pótlására kap a francia légierő.
| Megrendelt és leszállított repülőgépek | Megrendelt és leszállított repülőgépek | Megrendelt és leszállított repülőgépek | Megrendelt és leszállított repülőgépek | Megrendelt és leszállított repülőgépek | Megrendelt és leszállított repülőgépek | Megrendelt és leszállított repülőgépek | Megrendelt és leszállított repülőgépek | Megrendelt és leszállított repülőgépek | Megrendelt és leszállított repülőgépek | Megrendelt és leszállított repülőgépek |
| Sorozat                                | Franciao. | Egyiptom | Katar | India | Görögo. | Horváto. | EAE | Indon. | Kolumbia | Összesen |
| -------------------------------------- | --- | --- | --- | --- | --- | --- | --- | --- | --- | --- |
| Technológiai demonstrátor              | A01 (együléses) | - | - | - | - | - | - | - | - | 1 |
| Prototípusok                           | B01 (kétüléses, légierő) C01 (együléses, légierő) M01 (együléses, haditeng.) M02 (együléses, haditeng.)                                                    | - | - | - | - | - | - | - | - | 4 |
| Nullsorozat                            | 13 db, tranche 1 | - | - | - | - | - | - | - | - | 13 |
| F1                                     | 48 db, tranche 2 | - | - | - | - | - | - | - | - | na. |
| F2                                     | 2004: 59 db, tranche 3 11 B, 36 C, 12 M | - | - | - | - | - | - | - | - | na. |
| F3                                     | 2009: 60 db, tranche 4 51 B/C, 9 M | 24; 2015 8 db EM/16 db DM (30; 2021) | 36 | 36 | ex-fr.: 12 új: 6+6 18 db EG/6 db DG | ex-fr.: 12 (F3–R) | - | - | (16) | na. |
| F4                                     | 2023: 42 db, tranche 5 (2027-2030) | - | - | - | - | - | (80; 2022) | (42) | - | (164) |
| Összesen:                              | 153/180+12 (192) | 24/54(+1) | 36 | 36 | 4/12 (2023: 6 db) összesen: 16/24 | 12 | (80) | (2023: 6 db) (42) | (16) | 253/468 |
| Megjegyzés:                            | a dőlt szám a leszállított mennyiséget mutatja; az egyes szállítási „tranche” sorozatokban eltérő felszereltség-szabványú (F1, F2, F3) példányok is vannak | a dőlt szám a leszállított mennyiséget mutatja; az egyes szállítási „tranche” sorozatokban eltérő felszereltség-szabványú (F1, F2, F3) példányok is vannak | a dőlt szám a leszállított mennyiséget mutatja; az egyes szállítási „tranche” sorozatokban eltérő felszereltség-szabványú (F1, F2, F3) példányok is vannak | a dőlt szám a leszállított mennyiséget mutatja; az egyes szállítási „tranche” sorozatokban eltérő felszereltség-szabványú (F1, F2, F3) példányok is vannak | a dőlt szám a leszállított mennyiséget mutatja; az egyes szállítási „tranche” sorozatokban eltérő felszereltség-szabványú (F1, F2, F3) példányok is vannak | a dőlt szám a leszállított mennyiséget mutatja; az egyes szállítási „tranche” sorozatokban eltérő felszereltség-szabványú (F1, F2, F3) példányok is vannak | a dőlt szám a leszállított mennyiséget mutatja; az egyes szállítási „tranche” sorozatokban eltérő felszereltség-szabványú (F1, F2, F3) példányok is vannak | a dőlt szám a leszállított mennyiséget mutatja; az egyes szállítási „tranche” sorozatokban eltérő felszereltség-szabványú (F1, F2, F3) példányok is vannak | a dőlt szám a leszállított mennyiséget mutatja; az egyes szállítási „tranche” sorozatokban eltérő felszereltség-szabványú (F1, F2, F3) példányok is vannak | a dőlt szám a leszállított mennyiséget mutatja; az egyes szállítási „tranche” sorozatokban eltérő felszereltség-szabványú (F1, F2, F3) példányok is vannak |

## Megrendelő és üzemeltető országok
A 2000-es években számottevő megrendelések érkezett a típusra. 2009-ben már a „tranche 4” szállítási csomagban adott le 60 darabos megrendelést a francia védelmi beszerzési hivatal (DGA), melyek leszállítása még 2022-ben is zajlott és tart 2023-ban is. A típus első külföldi üzemeltetője az egyiptomi légierő lett, először (2015) 24, majd később (2021) 30 darabos rendeléssel. A 2021-es évben összesen 49 darab megrendelés érkezett hazai és nemzetközi szinten, míg 2022-ben 92 darab.

### Francia Haditengerészeti Légierő
- Landivisiau tengerészeti légi támaszpont
  - Flottille 12F (2001–től)
  - Flottille 11F (2011–től)

2022 év végéig négy darab Rafele M zuhant le, három balesetben.

### Horvát Légierő
2021 májusában döntöttek 12 darab Dassault Rafale F3–R típusú vadászgép beszerzéséről, melyeket a francia légierő állományából vesznek át már használt állapotukban (10 darab C-t és 2 darab B-t). Leszállításuk 2024–2025 között zajlik. 2025 januárjáig 9 repülőgép állt szolgálatba.

### Egyesült Arab Emírségek Légiereje
2021 decemberében döntöttek 80 darab Dassault Rafale F4 típusú vadászgép beszerzéséről, melyek akkor még fejlesztés alatt álltak.

### Egyiptomi Légierő
2015-ben 24 továbbá 2021-ben 30 darab további Rafale vadászgép vásárlása került aláírásra. Ezzel az Egyiptomi légierő már 54 darab Dassault Rafale tulajdonosa.

### Görög Légierő
2020 decemberében döntöttek 18 darab Rafale vadászgép beszerzéséről, majd 2021-ben újabb 6 darabra adtak le rendelést.

### Indiai Légierő
Az indiai légierő 2016-ban kötött szerződés 28 egy- és 8 kétüléses verzió megvásárlására

### Katari Légierő
A fejlesztő Dassault Aviation bejelentése szerint Katar képviselője 24 darab repülőgépről szóló vásárlási szerződést írt alá Dohában 2015. május 4-én hétfőn, François Hollande államfő jelenlétében.

### Kolumbiai Légierő
A kolumbiai kormány 16 darab Rafale-ra jelentett be szándéknyilatkozatot a francia kormánynál 2022 december közepén, a korosodó izraeli IAI Kfir-ek leváltására. A szerződést 2023 év elején kötik meg, a gépek leszállítását a 2023-as év végétől ütemezte be a gyártó. A típus az amerikai F–16V-t, az európai konkurens Eurofighter-t és a svéd Gripen E/F-et utasította maga mögé. Utóbbi két típussal szemben egyrészt a leszállítási és rendelkezésre-állítási határidő döntött: amíg a Typhoon beszerzési költségei a legmagasabbaknak ígérkeztek (használt Tranche 1 és 2-t ajánlottak, a kolumbiai kormány a 3-as változatot kérte, a Gripené pedig a legalacsonyabbnak, mindkét konszern több évvel későbbi szállítást irányzott elő. Az amerikai Falcon-változat megfelelőnek mutatkozott, azonban a Kfirek által alkalmazott izraeli fegyverek – Derby, Phyton 5 és Spice – rendszeresítésére nem mutatott hajlandóságot a gyártó. A Dassault azonban a Meteor légiharc-rakéták átadása mellett az izraeli fegyverek integrálását is elvégzi a kolumbiai változaton.

### Vásárlójelöltek
BrazíliaA beszerzési tendert a Saab Gripen típusa nyerte meg.
IndiaÖsszesen 126 darab repülőgépet terveznek vásárolni, de a 2012 óta többször módosított szerződéstervezet nem került véglegesítésre az MMRCA beszerzés keretében.
Líbia

## Harci alkalmazása

### Szíriai válság
A Francia Légierő 2014 szeptembere óta hét darab Rafale-t üzemeltet Irakban egy 22 tagú katonai koalíció részeként az Iszlám Állam ellen. 2015 szeptemberéig összesen négyezer légi csapást hajtottak végre.